# Amaioua
Amaioua, biljni rod iz porodice broćevki raširen po tropskoj Americi od Brazila, Bolivije i Perua na jugu do Meksika na sjeveru. Postoji deset priznatih vrsta, od kojih je ttipična A. guianensis

## Vrste
1. Amaioua brevidentata Steyerm.
2. Amaioua contracta Standl.
3. Amaioua glomerulata (Lam. ex Poir.) Delprete & C.H.Perss.
4. Amaioua guianensis Aubl.
5. Amaioua intermedia Mart. ex Schult. & Schult.f.
6. Amaioua macrosepala C.H.Perss. & E.Méndez-Varg.
7. Amaioua magnicarpa Dwyer
8. Amaioua monteiroi Standl.
9. Amaioua pedicellata Dwyer
10. Amaioua pilosa K.Schum.